# 앤티터 스타디움
앤티터 스타디움(Anteater Stadium)은 미국의 다목적 경기장이다. 캘리포니아주 어바인에 위치하고 있으며 USL 오렌지 카운티 블루스 FC의 홈경기장이다.